# Лауф ан дер Пегниц
Лауф ан дер Пегниц (њем. Lauf an der Pegnitz) град је у њемачкој савезној држави Баварска. Једно је од 27 општинских средишта округа Нирнбергер Ланд. Према процјени из 2010. у граду је живјело 26.164 становника. Посједује регионалну шифру (AGS) 9574138.

## Географски и демографски подаци
Лауф ан дер Пегниц се налази у савезној држави Баварска у округу Нирнбергер Ланд. Град се налази на надморској висини од 327 метара. Површина општине износи 59,8 km². У самом граду је, према процјени из 2010. године, живјело 26.164 становника. Просјечна густина становништва износи 438 становника/km².

## Међународна сарадња
| Мјесто   | Држава    | Врста сарадње | Од    |
| -------- | --------- | ------------- | ----- |
| Нићепинг | Шведска   | партнерство   | 1985. |
|          | Француска | партнерство   | 1985. |
| Извор    |           |               |       |